# Демократическая партия (Перу)
Демократическая партия (исп. Partido Demócrata, PD) — бывшая левоцентристская политическая партия Перу, образованная в 1884 году Николасом де Пьеролой.

## История
Демократическая партия была основана в 1884 году Николасом де Пьеролой, победившим на президентских выборах 1895 года. Единственным другим членом партии, ставшим президентом, был Гильермо Биллингхёрст, победивший на президентских выборах 1912 года.
Несмотря на широкую поддержку партии, в основном среди низших классов, у Демократической партии было не так много президентов из-за того, что партия отказывалась от участия в некоторых выборах. Демократическая партия была главным соперником Гражданской партии, которая выражала интересы олигархии. В 1909 году партия поддержала восстание против диктатуры президента Аугусто Б. Легии, подавленное кровью.
После смерти Пьеролы в 1913 году партия потеряла большую часть сторонников и в 1933 году окончательно объединилась с другими центристскими партиями в Республиканское движение.